# Großer Preis von Kanada 1967
Der Große Preis von Kanada 1967 (offiziell VII Canadian Grand Prix) fand am 27. August auf dem Canadian Tire Motorsport Park in Ontario statt und war das achte Rennen der Automobil-Weltmeisterschaft 1967.

## Berichte

### Hintergrund
Der Große Preis von Kanada wurde 1967 zum ersten Mal als Formel-1-Rennen ausgetragen. Zwischen dessen Termin Ende August und dem übernächsten WM-Lauf in den USA lag der Große Preis von Italien, sodass die Teams in diesem Jahr zweifach zwischen Nordamerika und Europa pendeln mussten.
Die Spitzenteams Lotus, Brabham und Ferrari traten mit der seit mehreren Rennen unveränderten Fahrerbesetzung an, wobei Lotus zusätzlich dem einheimischen Gaststarter Eppie Wietzes einen dritten Werkswagen zur Verfügung stellte und diesem somit sein Grand-Prix-Debüt ermöglichte.
Bruce McLaren trat nach einigen Auftritten als Teamkollege von Dan Gurney in dessen Eagle-Team erstmals seit dem Großen Preis der Niederlande wieder mit seinem eigenen Team an. Der Grund für diesen Schritt war die Fertigstellung des neuen Modells McLaren M5A.
Da Pedro Rodríguez bei einem Formel-2-Rennen auf dem Autodromo di Pergusa in Enna einen Beinbruch erlitten hatte, wurde er im Cooper-Werksteam von Richard Attwood vertreten.
Die beiden US-amerikanischen Gaststarter Tom Jones und Mike Fisher meldeten sich an diesem Wochenende in privat eingesetzten Rennwagen jeweils zum ersten Mal für einen Grand Prix an. Außerdem bestritt der Kanadier Al Pease sein erstes Formel-1-Rennen.

### Training
Wie bereits mehrfach in dieser Saison dominierten einmal mehr die Werks-Lotus von Jim Clark und Graham Hill das Training. Sie teilten sich daraufhin mit dem in der Weltmeisterschaft führenden Denis Hulme die erste Startreihe. Es folgten Chris Amon und Gurney in Reihe zwei vor McLaren, Jack Brabham und Jochen Rindt.

### Rennen
Im Rennen übernahm zunächst Clark bei regnerischen Bedingungen die Führung vor Hulme, Hill und Brabham. In der vierten Runde überholte Hulme den führenden Clark, während Brabham nahezu zeitgleich an Hill vorbei auf den dritten Rang gelangte.
McLarens neue Eigenkonstruktion erwies sich bei den nassen Verhältnissen als konkurrenzfähig. Auf dem fünften Rang liegend fiel er zwar wegen eines Drehers kurzzeitig zurück, kämpfte sich jedoch bis zur 13. Runde wieder bis auf den dritten Platz nach vorn. In Runde 22 ging er schließlich an Clark vorbei und übernahm dadurch den zweiten Platz. Als die Strecke nach und nach abtrocknete, büßte McLaren seine Vorteile ein, sodass zunächst Clark und kurze Zeit später Brabham wieder an dem Neuseeländer vorbeigingen.
In der 58. Runde konnte Clark die Führung von Hulme zurückerobern, während es wieder zu regnen begann. Er verteidigte die Spitzenposition bis zur 68. Runde, als er wegen eines Motorschadens ausfiel. Etwa zur gleichen Zeit wurde Hulme von Brabham überholt. Das Team feierte daraufhin einen überlegenen Doppelsieg vor dem überrundeten Gurney auf Rang drei, der insgesamt vier Boxenstopps hatte absolvieren müssen.
Für die vier Debütanten verlief das Wochenende unbefriedigend. Jones verfehlte die Qualifikation und Wietzes wurde während des Rennens wegen Inanspruchnahme fremder Hilfe disqualifiziert. Pease musste zu Fuß eine Batterie an der Box abholen und sie eigenhändig in seinen liegengebliebenen Wagen einbauen, bevor er weiterfahren konnte. Er kam dadurch mit derartig großem Rückstand ins Ziel, dass er nicht gewertet wurde. Fisher wurde mit neun Runden Rückstand auf den Sieger Elfter und somit letzter der Wertung.

## Meldeliste
| Team                        | Nr. | Fahrer          | Chassis      | Motor                    | Reifen |
| --------------------------- | --- | --------------- | ------------ | ------------------------ | ------ |
| Brabham Racing Organisation | 01  | Jack Brabham    | Brabham BT24 | Repco 740 3.0 V8         | G      |
| Brabham Racing Organisation | 02  | Denis Hulme     | Brabham BT24 | Repco 740 3.0 V8         | G      |
| Team Lotus                  | 03  | Jim Clark       | Lotus 49     | Ford Cosworth DFV 3.0 V8 | F      |
| Team Lotus                  | 04  | Graham Hill     | Lotus 49     | Ford Cosworth DFV 3.0 V8 | F      |
| Team Lotus                  | 05  | Eppie Wietzes   | Lotus 49     | Ford Cosworth DFV 3.0 V8 | F      |
| Mike Fisher                 | 06  | Mike Fisher     | Lotus 33     | BRM P60 2.1 V8           | F      |
| Cooper Car Company          | 07  | Jochen Rindt    | Cooper T86   | Maserati 9/F1 3.0 V12    | F      |
| Cooper Car Company          | 08  | Richard Attwood | Cooper T81B  | Maserati 10/F1 3.0 V12   | F      |
| Joakim Bonnier Racing Team  | 09  | Joakim Bonnier  | Cooper T81   | Maserati 9/F1 3.0 V12    | F      |
| Anglo American Racers       | 10  | Dan Gurney      | Eagle T1G    | Weslake 58 3.0 V12       | G      |
| Castrol Oils Ltd            | 11  | Al Pease        | Eagle T1F    | Climax FPF 2.8 L4        | G      |
| Bernard White Racing        | 12  | David Hobbs     | BRM P261     | BRM P60 2.1 V8           | G      |
| Rob Walker Racing           | 14  | Jo Siffert      | Cooper T81   | Maserati 9/F1 3.0 V12    | F      |
| Owen Racing Organisation    | 15  | Jackie Stewart  | BRM P115     | BRM P75 3.0 H16          | G      |
| Owen Racing Organisation    | 16  | Mike Spence     | BRM P83      | BRM P75 3.0 H16          | G      |
| Reg Parnell Racing          | 17  | Chris Irwin     | BRM P83      | BRM P75 3.0 H16          | F      |
| Bruce McLaren Motor Racing  | 19  | Bruce McLaren   | McLaren M5A  | BRM P142 3.0 V12         | G      |
| Scuderia Ferrari SpA SEFAC  | 20  | Chris Amon      | Ferrari 312  | Ferrari 242 3.0 V12      | F      |
| Tom Jones                   | 41  | Tom Jones       | Cooper T82   | Climax FWMV 2.0 V8       | ?      |

## Klassifikationen

### Startaufstellung
| Pos. | Fahrer          | Konstrukteur    | Zeit   | Ø-Geschwindigkeit | Start |
| ---- | --------------- | --------------- | ------ | ----------------- | ----- |
| 01   | Jim Clark       | Lotus-Ford      | 1:22,4 | 172,835 km/h      | 01    |
| 02   | Graham Hill     | Lotus-Ford      | 1:22,7 | 172,208 km/h      | 02    |
| 03   | Denis Hulme     | Brabham-Repco   | 1:23,2 | 171,173 km/h      | 03    |
| 04   | Chris Amon      | Ferrari         | 1:23,3 | 170,968 km/h      | 04    |
| 05   | Dan Gurney      | Eagle-Weslake   | 1:23,4 | 170,763 km/h      | 05    |
| 06   | Bruce McLaren   | McLaren-B.R.M.  | 1:23,5 | 170,558 km/h      | 06    |
| 07   | Jack Brabham    | Brabham-Repco   | 1:24,7 | 168,142 km/h      | 07    |
| 08   | Jochen Rindt    | Cooper-Maserati | 1:24,9 | 167,746 km/h      | 08    |
| 09   | Jackie Stewart  | B.R.M.          | 1:25,4 | 166,763 km/h      | 09    |
| 10   | Mike Spence     | B.R.M.          | 1:25,8 | 165,986 km/h      | 10    |
| 11   | Chris Irwin     | B.R.M.          | 1:26,0 | 165,600 km/h      | 11    |
| 12   | David Hobbs     | B.R.M.          | 1:26,2 | 165,216 km/h      | 12    |
| 13   | Jo Siffert      | Cooper-Maserati | 1:26,6 | 164,453 km/h      | DNS   |
| 14   | Richard Attwood | Cooper-Maserati | 1:27,1 | 163,509 km/h      | 13    |
| 15   | Joakim Bonnier  | Cooper-Maserati | 1:27,3 | 163,134 km/h      | 14    |
| 16   | Al Pease        | Eagle-Climax    | 1:30,1 | 158,064 km/h      | 15    |
| 17   | Eppie Wietzes   | Lotus-Ford      | 1:30,8 | 156,846 km/h      | 16    |
| 18   | Mike Fisher     | Lotus-B.R.M.    | 1:31,9 | 154,968 km/h      | 17    |
| DNQ  | Tom Jones       | Cooper-Climax   | 1:51,9 | 127,271 km/h      | –     |

### Rennen
| Pos. | Fahrer          | Konstrukteur    | Runden | Stopps | Zeit        | Start | Schnellste Runde |
| ---- | --------------- | --------------- | ------ | ------ | ----------- | ----- | ---------------- |
| 01   | Jack Brabham    | Brabham-Repco   | 90     | 0      | 2:40:40,000 | 07    | 1:25,3           |
| 02   | Denis Hulme     | Brabham-Repco   | 90     | 2      | + 1:01,900  | 03    | 1:24,0           |
| 03   | Dan Gurney      | Eagle-Weslake   | 89     | 4      | + 1 Runde   | 05    | 1:24,7           |
| 04   | Graham Hill     | Lotus-Ford      | 89     | 0      | + 2 Runden  | 02    | 1:24,0           |
| 05   | Mike Spence     | B.R.M.          | 87     | 0      | + 3 Runden  | 10    | 1:27,2           |
| 06   | Chris Amon      | Ferrari         | 87     | 1      | + 3 Runden  | 04    | 1:25,7           |
| 07   | Bruce McLaren   | McLaren-B.R.M.  | 86     | 0      | + 4 Runden  | 06    | 1:26,8           |
| 08   | Joakim Bonnier  | Cooper-Maserati | 85     | 0      | + 5 Runden  | 14    | 1:24,9           |
| 09   | David Hobbs     | B.R.M.          | 85     | 1      | + 5 Runden  | 12    | 1:28,2           |
| 10   | Richard Attwood | Cooper-Maserati | 84     | 0      | + 6 Runden  | 13    | 1:29,6           |
| 11   | Mike Fisher     | Lotus-B.R.M.    | 81     | 0      | + 9 Runden  | 17    | 1:29,1           |
| –    | Jim Clark       | Lotus-Ford      | 69     | 0      | DNF         | 01    | 1:23,1           |
| –    | Jackie Stewart  | B.R.M.          | 65     | 0      | DNF         | 09    | 1:27,5           |
| –    | Al Pease        | Eagle-Climax    | 47     | 0      | NC          | 15    | 1:37,5           |
| –    | Chris Irwin     | B.R.M.          | 18     | 0      | DNF         | 11    | 2:01,1           |
| –    | Jochen Rindt    | Cooper-Maserati | 4      | 0      | DNF         | 08    | 2:04,6           |
| DSQ  | Eppie Wietzes   | Lotus-Ford      | 69     | 0      | –           | 16    | 1:33,3           |

## WM-Stände nach dem Rennen
Die ersten sechs des Rennens bekamen 9, 6, 4, 3, 2, 1 Punkte. Die besten fünf Ergebnisse der ersten sechs und die besten vier der restlichen fünf Rennen zählten zur Meisterschaft. In der Konstrukteurswertung zählten dabei nur die Punkte des bestplatzierten Fahrers eines Teams.

### Fahrerwertung
| Pos. | Fahrer              | Konstrukteur                    | Punkte |
| ---- | ------------------- | ------------------------------- | ------ |
| 01   | Denis Hulme         | Brabham-Repco                   | 43     |
| 02   | Jack Brabham        | Brabham-Repco                   | 34     |
| 03   | Chris Amon          | Ferrari                         | 20     |
| 04   | Jim Clark           | Lotus-B.R.M.                    | 19     |
| 05   | Pedro Rodríguez     | Cooper-Maserati                 | 14     |
| 06   | Dan Gurney          | Eagle-Weslake                   | 13     |
| 07   | Jackie Stewart      | B.R.M.                          | 10     |
| 08   | Graham Hill         | Lotus-Ford                      | 9      |
| 09   | John Surtees        | Honda                           | 8      |
| 10   | John Love           | Cooper-Climax                   | 6      |
| 11   | Mike Spence         | B.R.M.                          | 5      |
| 12   | Bruce McLaren       | McLaren-B.R.M. / Eagle-Weslake  | 3      |
| 13   | Jochen Rindt        | Cooper-Maserati                 | 3      |
| 14   | Joseph Siffert      | Cooper-Maserati                 | 3      |
| 15   | Bob Anderson        | Brabham-Climax                  | 2      |
| 16   | Mike Parkes         | Ferrari                         | 2      |
| 17   | Chris Irwin         | Lotus-B.R.M. / B.R.M.           | 2      |
| 18   | Joakim Bonnier      | Cooper-Maserati                 | 2      |
| 19   | Ludovico Scarfiotti | Ferrari                         | 1      |
| 20   | Guy Ligier          | Cooper-Maserati / Brabham-Repco | 1      |

| Pos. | Fahrer              | Konstrukteur      | Punkte |
| ---- | ------------------- | ----------------- | ------ |
| 21   | David Hobbs         | B.R.M. / Lola-BMW | 0      |
| 22   | Richard Attwood     | Cooper-Maserati   | 0      |
| 23   | Mike Fisher         | Lotus-B.R.M.      | 0      |
| 24   | Alan Rees           | Cooper-Maserati   | 0      |
| –    | Jackie Oliver       | Lotus-Ford        | 0      |
| –    | Lorenzo Bandini †   | Ferrari           | 0      |
| –    | Piers Courage       | Lotus-B.R.M.      | 0      |
| –    | Dave Charlton       | Brabham-Climax    | 0      |
| –    | Luki Botha          | Brabham-Climax    | 0      |
| –    | Sam Tingle          | LDS-Climax        | 0      |
| –    | Johnny Servoz-Gavin | Matra-Ford        | 0      |
| –    | Silvio Moser        | Cooper-A.T.S.     | 0      |
| –    | Jacky Ickx          | Matra-Ford        | 0      |
| –    | Brian Hart          | Protos-Ford       | 0      |
| –    | Hubert Hahne        | Lola-BMW          | 0      |
| –    | Kurt Ahrens         | Protos-Ford       | 0      |
| –    | Jo Schlesser        | Matra-Ford        | 0      |
| –    | Gerhard Mitter      | Brabham-Ford      | 0      |
| –    | Al Pease            | Eagle-Climax      | 0      |
| –    | Eppie Wietzes       | Lotus-Ford        | 0      |

### Konstrukteurswertung
| Pos. | Konstrukteur    | Punkte |
| ---- | --------------- | ------ |
| 01   | Brabham-Repco   | 51     |
| 02   | Lotus-Ford      | 22     |
| 03   | Cooper-Maserati | 21     |
| 04   | Ferrari         | 20     |
| 05   | Eagle-Weslake   | 13     |
| 06   | B.R.M.          | 13     |
| 07   | Honda           | 8      |
| 08   | Cooper-Climax   | 6      |

| Pos. | Konstrukteur   | Punkte |
| ---- | -------------- | ------ |
| 09   | Lotus-B.R.M.   | 6      |
| 10   | McLaren-B.R.M. | 3      |
| 11   | Brabham-Climax | 2      |
| –    | Lotus-Climax   | 0      |
| –    | LDS-Climax     | 0      |
| –    | Matra-Ford     | 0      |
| –    | Protos-Ford    | 0      |
| –    | Lola-BMW       | 0      |